# Jerry Spinelli
Pour les articles homonymes, voir Spinelli.
Jerry Spinelli (né en Pennsylvanie aux États-Unis en 1941) est un auteur de romans pour enfants, adolescents et jeunes adultes. Ses romans sont publiés à l'école des loisirs et Flammarion.
Son roman Maniac Maggee a été primé par la médaille Newbery en 1991.
Son roman Stargirl a été traduit dans plus de 40 langues (dont le français) et est disponible dans plusieurs pays autour du monde.
Il vit à Willistown (Pennsylvanie) avec sa femme Eileen, écrivain comme lui. Il est diplômé de l'université de Gettysburg.